# قصه آشنا
قصهٔ آشنا نام مجموعه داستان کوتاهی از احمد محمود است که توسط انتشارات نگاه نخست در سال ۱۳۷۰ انتشار یافت و پس از آن‌ به چاپ‌های متعدد رسید.

## داستان‌های مجموعه
۱.قصه آشنا
۲. جستجو
۳. عصای پیری
۴. ستون شکسته
۵. سایه
۶. خرکُش